# Заяць Андрій
Андрі́й За́яць (англ. Andrew Zayac; 16 грудня 1911, Терпилівка — 10 лютого 1993, Вінніпег) — греко-католицький священник у Галичині і в Канаді.

## Життєпис
Народився 16 грудня 1911 року в селі Терпилівка Збаразького повіту (нині Тернопільського району) на Тернопільщині. Протягом 1933—1938 років навчався у Греко-Католицькій Богословській Академії у Львові. 12 червня 1938 року отримав ієрейські свячення з рук митрополита Андрея Шептицького. Протягом 1941—1944 років був адміністратором храму св. пророка Іллі в селі Боршів Перемишлянського повіту.
У 1944 році залишив Україну та згодом перебрався у провінцію Манітоба в Канаді. Протягом 1948—1951 років був парохом храму Покрови Пресвятої Богородиці у Ельфінстоуні (англ. Elphinstone). З 1951 до 1957, а також з 1967 до 1984 року опікувався парафією св. апостолів Петра і Павла у селі Рорктон (англ. Rorketon). У міжчасі, протягом 1957—1961 років, був парохом храму свв. Володимира і Ольги в селі Пайн-Рівер (англ. Pine River); з 1961 до 1984 року опікувався також парафією Вознесіння Господнього у містечку Вінніпеґосіс (англ. Winnipegosis). З 1984 року — сотрудник храму Пресвятої Євхаристії у Вінніпезі.
Помер 10 лютого 1993 р. у Вінніпезі. Похований на цвинтарі храму св. Миколая у Вінніпезі.